# Bágyogszovát
Bágyogszovát (hongrois : Bágyogszovát [ˈbaːɟoɡsovaːt]) est une localité hongroise située dans le comitat de Győr-Moson-Sopron. Elle est née de la fusion de Bágyog et de Rábaszovát. 

## Nom et attributs

### Toponymie
Le toponyme Szovát est probablement d'origine slave ancienne, signifiant « saint » ou « sanctuaire », ce qui laisse supposer qu'un édifice religieux important s'y trouvait dès l'époque médiévale. Quant à Bágyog, son étymologie est controversée : certains y voient une racine slave (de Bog, « Dieu »), d'autres une dérivation du mot hongrois bádog (« fer-blanc »), via un ancien nom propre.

## Site et localisation

### Topographie et hydrographie
La localité se situe dans la région du Rábaköz, à environ 11 kilomètres au sud-est de Csorna. Le village de Bágyog, situé au nord-ouest, présente une structure linéaire à rue unique, tandis que le quartier de Rábaszovát, orienté vers le sud-est, offre un tracé plus complexe. Autour de l’église de chacun des deux anciens villages, le tissu urbain présente un élargissement caractéristique dit en « fuseau ».

## Histoire
La localité de Bágyogszovát est issue de la fusion de deux anciens villages distincts : Bágyog et Rábaszovát, tous deux fondés à l'époque arpadienne.
Szovát est mentionné pour la première fois dans un document de 1224 sous le nom de Terra Zoac ; il s'agissait alors d'un domaine royal, que le roi André II offrit ensuite à l'évêché de Győr. Bágyog apparaît pour sa part en 1351, sous la forme Baguk, attribué par le roi Louis Ier à la famille Kanizsay. En 1478, un litige concernant Szovát fut tranché en faveur de l'évêque de Győr.
Les deux localités furent durement touchées par les incursions ottomanes aux XVIe et XVIIe siècles. Bágyog déclina considérablement vers 1649, tandis que Szovát fut complètement détruite en 1680 et ne fut reconstruite qu'à partir de 1693. L'évêque Lipót Kolonits organisa la réinstallation du village, sous la direction de János Foki, dont le nom est encore commémoré par un relief local. Le nouveau village fut reconstruit à un autre emplacement, plus au nord, et son ancien cimetière se trouvait sur la route de Rábapordány.
Les deux villages furent frappés par une épidémie de peste en 1710, qui fit 60 victimes à Bágyog, soit près d'un tiers de sa population. Par la suite, la région entra dans une période de stabilité et de développement. Les habitants, liés contractuellement à l'évêché de Győr, purent étendre leurs cultures sur les terres défrichées et jouir d'une certaine autonomie économique.
À la fin du XVIIIe siècle, les deux localités bâtirent de nouvelles églises en style baroque : l'église de Bágyog fut construite entre 1768 et 1772 selon les plans de Menyhért Hefele, sous le patronage de l'évêque Ferenc Zichy, et dédiée à saint Martin. Celle de Szovát, dédiée à Marie-Madeleine, fut érigée entre 1795 et 1804.
Les habitants participèrent activement à la révolution hongroise de 1848-1849, et une école fut construite à Bágyog en 1872. Les deux guerres mondiales firent de nombreuses victimes parmi les habitants : 61 morts pendant la Première Guerre mondiale et 67 pendant la Seconde, dont trois civils.

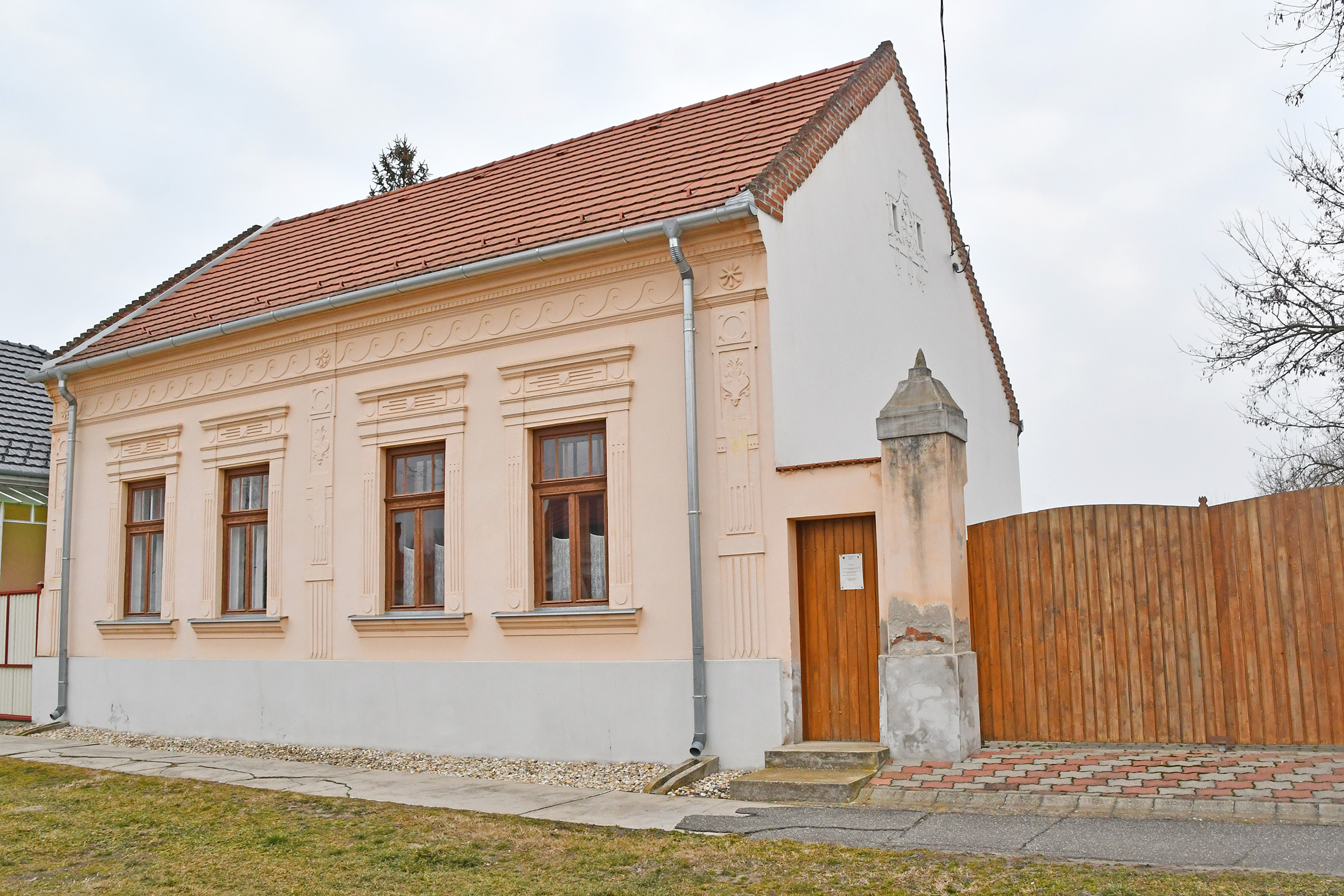
La maison paroissiale de Bágyog.

Une première fusion des deux communes eut lieu en 1941, mais elle fut annulée en 1945. La fusion définitive intervint le 1er septembre 1950 sous le nom de Bágyogszovát. Depuis, seuls le canal de Kepés (dit Nagyárok) et quelques noms de rues marquent encore la séparation d'origine.
Traditionnellement agricole, la localité s'est spécialisée dans la culture du blé, de la betterave sucrière et de la pomme de terre, puis dans l'élevage (bovins, ovins, chevaux). Un kolkhoze fut fondé en 1952, fusionné en 1962 avec celui de Bodonhely, avant sa dissolution en 1992 à la suite de difficultés financières. Les terres sont aujourd'hui exploitées par des agriculteurs privés, qui pratiquent également le maraîchage.
Aux XXe et XXIe siècles, la commune a connu une modernisation progressive : électrification (1934), réseau d'eau potable (1990), gaz et téléphone dans les années 1990, construction d'une école centrale (1980), d'un centre de santé (1989), et d'un musée local (2008). Plusieurs équipes sportives se sont illustrées localement, notamment en football et en handball féminin.
Un mémorial commémore les victimes des guerres mondiales, et un « point de fierté » a été établi en 2016 pour honorer la révolution hongroise de 1956.

## Population

### Minorités culturelles et religieuses
Selon le recensement de 2011, 93,4 % des habitants de la localité se déclaraient hongrois, 0,5 % allemands et 0,2 % roumains, tandis que 6,6 % des personnes n'ont pas souhaité répondre à la question sur l'appartenance ethnique. En raison des identités multiples, le total peut dépasser 100 %. Sur le plan religieux, 81,7 % se déclaraient catholiques romains, 1,6 % réformés, 1,2 % évangéliques et 3,1 % sans confession ; 12,1 % des habitants n’ont pas répondu à cette question.
D'après le recensement de 2022, la répartition ethnique était la suivante : 93,2 % de Hongrois, 1 % d’Allemands, 0,3 % de Roumains, 0,2 % d’Ukrainiens, 0,2 % de Roms, et 0,1 % d’Arméniens, de Slovènes et de Croates. Par ailleurs, 1,2 % des habitants ont déclaré appartenir à une autre nationalité non hongroise, tandis que 6,8 % n’ont pas répondu. Le cumul des réponses pouvant dépasser 100 % en raison des doubles identifications. Côté religieux, 58,1 % des habitants se déclaraient catholiques romains, 2,6 % réformés, 2,1 % évangéliques, 0,2 % catholiques grecs, 0,3 % autres catholiques, 0,7 % autres chrétiens et 6,1 % sans confession. Près de 29,8 % des personnes interrogées n’ont pas répondu à la question religieuse.

## Équipements

### Réseaux extra-urbains
L'axe principal de la localité est la route 8511, qui traverse l'ensemble du village dans un axe nord-ouest / sud-est. Elle relie la localité à Csorna et à la route principale 85 au nord-ouest, ainsi qu'à Bodonhely et Kisbabot au sud-est. Szilsárkány est accessible par la route 8423.
Aucune ligne de chemin de fer ne traverse directement la commune. Autrefois, le point de connexion ferroviaire le plus proche était l'arrêt de Bágyogszovát, situé sur la ligne Győr–Sopron, qui, malgré son nom, se trouvait sur le territoire administratif de la commune voisine de Dör, à proximité du passage à niveau de la route 8511. Toutefois, en raison de son éloignement relatif — environ 4 kilomètres de Bágyog et 5,5 kilomètres de Rábaszovát —, sa fréquentation a toujours été faible, ce qui a conduit à sa suppression du service de transport de voyageurs.

## Patrimoine local
Le principal monument religieux de la localité est l'église catholique Saint-Martin, située dans l'ancien village de Bágyog. Construite entre 1768 et 1772 dans un style baroque, elle fut édifiée sous l'égide de l'évêque Ferenc Zichy, sur les plans de l'architecte Menyhért Hefele. Dédiée à saint Martin, elle s'inscrit dans l'itinéraire culturel européen qui porte le nom de ce saint, souvent associé aux plus anciennes traditions chrétiennes d'Europe centrale.
Dans le quartier de Rábaszovát se trouve l'église catholique Sainte-Marie-Madeleine, également de style baroque, construite entre 1795 et 1804 sous l'épiscopat de József Fengler. Ces deux édifices témoignent de la vitalité religieuse et architecturale des villages à la fin du XVIIIe siècle.